# Bellshill
Bellshill – miasto w Szkocji, w jednostce administracyjnej North Lanarkshire, położone ok. 16 km na południowy wschód od Glasgow oraz ok. 60 km na zachód od Edynburga. Populacja: 20 090 (2008).